# Bengaluru Football Club
El Bengaluru Football Club es un club de fútbol profesional de la India, con sede en Bangalore, Karnataka. El club fue fundado en el 2013. Actualmente juega en la Superliga de India, siendo el primer club en ganar la I-Liga en su primera temporada.
El equipo es actualmente propiedad de JSW Group un conglomerado empresarial de la India, con fuerte presencia en sectores económicos como energía, minería, infraestructura y tecnologías de la información.
El club disputa sus juegos en calidad de local en el Estadio Sree Kanteerava con capacidad para 24.000 espectadores.

## Historia

### Era Ashley Westwood
Tan pronto como JSW ganó los derechos para la entrada directa, fueron directamente al mercado de traspasos. Su primer fichaje fue Thoi Singh, quien jugó por última vez en Mumbai Tigres de la Segunda División I-League. Luego, el 2 de julio de 2013 se anunció que se había firmado el exjugador de la cantera del Manchester United y ex Blackburn Rovers subgerente Ashley Westwood como el primer entrenador del club. El club hizo entonces oficial el 16 de julio de 2013, cuando se anunció que habían completado los fichajes del defensor inglés de la Liga Premier John Johnson y el defensor keniano de la Football League Two Curtis Osano como dos de sus jugadores extranjeros. Tres días después se confirmó que había firmado al actual capitán del equipo nacional de fútbol de la India y el ex Major League Soccer jugador Sunil Chhetri, después de que fue liberado de Sporting de Portugal B.

## Estadio
El Bangalore FC juega todos sus partidos en el Estadio Sree Kanteerava, que se encuentra en el centro de la ciudad. Posee una capacidad para 24 000 espectadores y cuenta con césped artificial.

## Uniforme
- Uniforme titular: Camiseta azul, pantalón azul, medias azules.
- Uniforme alternativo: Camiseta blanca, pantalón rojo, medias rojas.

## Palmarés

### Torneos Nacionales (6)
- Superliga de India (1): 2019.
- I-League (1): 2014, 2016.
- Copa Federación de la India (2): 2015, 2017.
- Super Copa India (1): 2018.

### Torneos internacionales (0)
- Subcampeón de la Copa AFC (1): 2016

## Participación en competiciones de la AFC
- Liga de Campeones de la AFC: 1 aparición

2015 - Primera Ronda Previa
- Copa AFC: 2 apariciones

2015 - Fase de grupos
2016 - Subcampeón